# Bluefield (Virgínia Ocidental)
Bluefield é uma cidade localizada no estado norte-americano de Virgínia Ocidental, no Condado de Mercer.

## Demografia
Segundo o censo norte-americano de 2000, a sua população era de 11.451 habitantes. 
Em 2006, foi estimada uma população de 11.053, um decréscimo de 398 (-3.5%).

## Geografia
De acordo com o United States Census Bureau tem uma área de 
22,6 km², dos quais 22,6 km² cobertos por terra e 0,0 km² cobertos por água. Bluefield localiza-se a aproximadamente 799 m acima do nível do mar.

## Localidades na vizinhança
O diagrama seguinte representa as localidades num raio de 20 km ao redor de Bluefield. 